# Shin Terai
Shin Terai ist ein japanischer Musiker und Produzent aus dem Umfeld von Bill Laswell. Auf seinen Alben verbindet er Ambient und elektronische Musik mit Dub und Avantgarde Jazz.

## Karriere
Erste Bekanntheit erlangte der eigentliche Perkussionist und Keyboarder 1994 als Sänger des von Bill Laswell und Robert Musso initiierten Projektes Chaos Face. Weiterer Sänger auf dem einzigen Album Doom Ride war Mick Harris, ehemals Schlagzeuger bei Napalm Death. Ein eigenes Album namens Unison legte Shin Terai erst 1999 vor. Beteiligt waren hier neben Laswell am Bass auch der Keyboarder Bernie Worrell sowie die Gitarristen Nicky Skopelitis und Buckethead. 2004 erarbeitete Bill Laswell aus dem Material der Aufnahmesessions das Remix-Album Heaven & Hell. Zwischenzeitlich war Shin Terai Produzent von Soup, einem Trio aus Laswell, Gitarrist Otomo Yoshihide sowie Schlagzeuger und Trompeter Yasuhiro Yoshigaki.
Auf dem 2007 veröffentlichten Lightyears waren erneut Laswell, Worrell und Buckethead vertreten. Weitere Gastbeiträge stammten von Nils Petter Molvær (Trompete), Lili Hayden (Violine), Karl Berger (Arrangements der Streichinstrumente), DXT (Turntables) sowie Laswells Frau Gigi. Außerdem ist das Gebrabbel des kleinen Aman Laswell (Sohn von Gigi und Bill) zu hören, dem das Album auch gewidmet ist.

## Diskografie (Auswahl)
- 1994: Chaos Face - Doom Ride (als Sänger)
- 1999: Shin Terai - Unison
- 2003: Soup - Soup (als Produzent)
- 2004: Soup - Soup Live (als Produzent)
- 2004: Shine - Heaven & Hell
- 2007: Shin.e - Lightyears